# Кларнетовий квінтет (Брамс)
Квінтет для кларнета, двох скрипок, альта і віолончелі сі мінор op. 115 Йоганнеса Брамса — знаковий пізній твір цього композитора для камерного ансамблю. Кларнетовий квінтет був написаний улітку 1891 року — в тому ж році, що й кларнетове тріо та за три роки до його двох кларнетових сонат. Всі ці твори були написані для Ріхарда Мюльфельда — видатного кларнетиста Брамсової епохи та його близького друга.

## Історія написання і прем'єра
Після завершення струнного квінтету № 2 соль мінор (op. 111) Брамс вирішив, що хоче закінчити свою композиторську кар'єру. У березні 1891 р. Фрітц Стейнбах, диригент Майнінгеймського оркестру, запропонував Брамсу познайомитись із манерою гри та репертуаром кларнетиста цього оркестру Ріхарда Мюльфельда. Брамс зустрівся із Мюльфельдом, послухав його гру (серед творів, які виконав Мюльфельд, був кларнетовий концерт Вебера, квінтет Моцарта і деякі твори Людвіґа Шпора) та обговорив із ним специфіку кларнета як інструмента. Виконавська майстерність, як і кларнетовий тембр, якого досягав Мюльфельд, заохотили Брамса знову почати писати музику.
Кларнетові квінтет сі мінор і тріо ля мінор були написані композитором влітку 1891 року, в гірському курортному містечку Бад-Ішль. Першовиконання твору відбулось у Майнінгені 24 листопада 1891 р., партію кларнета виконував Ріхард Мюльфельд, струнних — Йозеф Йоахім та його квартет, а широкому загалу ці твори були представлені 12 грудня у Берліні.
Згодом ці твори стали відомими у всій Європі, зокрема в Лондоні та Відні, завдяки як першовиконавцям, так й іншим ансамблям.

## Характеристика твору
Кларнетовий квінтет Йоганнеса Брамса — визначна ланка німецької камерної музики. Будучи пізнім твором Брамса, кларнетовий квінтет втілює широку гамму образів — від глибокого самозанурення до динамічного протесту, від найніжнішої лірики й умиротворення до трагічно-драматичного виплеску.
Твір складається із чотирьох частин:
1. Allegro, сі мінор
2. Adagio, сі мажор — сі мінор — сі-бемоль мінор — сі мажор
3. Andantino, ре мажор — Presto non assai, ma con sentimento, сі мінор
4. Con moto, сі мінор — сі мажор — сі мінор